# Interlands Pools voetbalelftal 1980-1989
Deze pagina toont een chronologisch en gedetailleerd overzicht van de interlands die het Pools voetbalelftal speelde in de periode 1980 - 1989.

## Interlands

### 1980
|                                                        |                   |       |       |                                                                                          |
| 17 februari Vriendschappelijk № 346 «onderlinge duels» | Marokko           | 1 – 0 | Polen | Stade de Marrakech, Marrakesh Toeschouwers: 20.000 Scheidsrechter: Mohammed Bahhou (MAR) |
| 17 februari Vriendschappelijk № 346 «onderlinge duels» | Jebrane Jamal 47' |       |       | Stade de Marrakech, Marrakesh Toeschouwers: 20.000 Scheidsrechter: Mohammed Bahhou (MAR) |

|                                                        |                   |       |                    |                                                                                   |
| 27 februari Vriendschappelijk № 347 «onderlinge duels» | Irak              | 1 – 1 | Polen              | Al-shaabstadion, Bagdad Toeschouwers: 25.000 Scheidsrechter: Mohammed Karim (IRQ) |
| 27 februari Vriendschappelijk № 347 «onderlinge duels» | Mahdi Ghassem 41' |       | 40' Andrzej Pałasz | Al-shaabstadion, Bagdad Toeschouwers: 25.000 Scheidsrechter: Mohammed Karim (IRQ) |

|                                                        |      |       |       |                                                                              |
| 29 februari Vriendschappelijk № 348 «onderlinge duels» | Irak | 1 – 0 | Polen | Al-shaabstadion, Bagdad Toeschouwers: 28.000 Scheidsrechter: Sami Naji (IRQ) |
| 29 februari Vriendschappelijk № 348 «onderlinge duels» |      |       |       | Al-shaabstadion, Bagdad Toeschouwers: 28.000 Scheidsrechter: Sami Naji (IRQ) |

|                                                                   |                                       |       |                   |                                                                                  |
| 26 maart Vriendschappelijk № 349 «onderlinge duels» 17:15 (UTC+1) | Hongarije                             | 2 – 1 | Polen             | Népstadion, Boedapest Toeschouwers: 15.000 Scheidsrechter: Francisc Coloşi (ROM) |
| 26 maart Vriendschappelijk № 349 «onderlinge duels» 17:15 (UTC+1) | László Fazekas 3' András Törőcsik 22' |       | 24' Grzegorz Lato | Népstadion, Boedapest Toeschouwers: 15.000 Scheidsrechter: Francisc Coloşi (ROM) |

|                                                                  |                                      |       |                   |                                                                                  |
| 2 april Vriendschappelijk № 350 «onderlinge duels» 20:00 (UTC+1) | België                               | 2 – 1 | Polen             | Heizel Stadion, Brussel Toeschouwers: 6.800 Scheidsrechter: Heinz Aldinger (FRG) |
| 2 april Vriendschappelijk № 350 «onderlinge duels» 20:00 (UTC+1) | Ludo Coeck 38' Erwin Vandenbergh 65' |       | 65' Grzegorz Lato | Heizel Stadion, Brussel Toeschouwers: 6.800 Scheidsrechter: Heinz Aldinger (FRG) |

|                                                                   |                                     |       |                                            |                                                                                |
| 19 april Vriendschappelijk № 351 «onderlinge duels» 16:30 (UTC+2) | Italië                              | 2 – 2 | Polen                                      | Stadio Comunale, Turijn Toeschouwers: 50.000 Scheidsrechter: Clive White (ENG) |
| 19 april Vriendschappelijk № 351 «onderlinge duels» 16:30 (UTC+2) | Franco Causio 2' Gaetano Scirea 24' |       | 9' Janusz Sybis 35' (pen) Andrzej Szarmach | Stadio Comunale, Turijn Toeschouwers: 50.000 Scheidsrechter: Clive White (ENG) |

|                                                                   |                                       |       |                  |                                                                                |
| 26 april Vriendschappelijk № 352 «onderlinge duels» 16:00 (UTC+2) | Joegoslavië                           | 2 – 1 | Polen            | Gradski Stadion, Borovo Toeschouwers: 10.000 Scheidsrechter: Sándor Kúti (HUN) |
| 26 april Vriendschappelijk № 352 «onderlinge duels» 16:00 (UTC+2) | Ante Miročević 34' Ante Miročević 68' |       | 26' Janusz Sybis | Gradski Stadion, Borovo Toeschouwers: 10.000 Scheidsrechter: Sándor Kúti (HUN) |

|                                                                 |                                                              |       |                     |                                                                                               |
| 13 mei Vriendschappelijk № 353 «onderlinge duels» 20:00 (UTC+2) | West-Duitsland                                               | 3 – 1 | Polen               | Waldstadion, Frankfurt am Main Toeschouwers: 45.000 Scheidsrechter: Gianfranco Menegali (ITA) |
| 13 mei Vriendschappelijk № 353 «onderlinge duels» 20:00 (UTC+2) | Karl-Heinz Rummenigge 6' Klaus Allofs 38' Bernd Schuster 57' |       | 35' Zbigniew Boniek | Waldstadion, Frankfurt am Main Toeschouwers: 45.000 Scheidsrechter: Gianfranco Menegali (ITA) |

|                                                                 |                     |       |           |                                                                                 |
| 28 mei Vriendschappelijk № 354 «onderlinge duels» 17:00 (UTC+2) | Polen               | 1 – 0 | Schotland | Stadion Miejski, Poznań Toeschouwers: 20.000 Scheidsrechter: Ivan Yosifov (BUL) |
| 28 mei Vriendschappelijk № 354 «onderlinge duels» 17:00 (UTC+2) | Zbigniew Boniek 69' |       |           | Stadion Miejski, Poznań Toeschouwers: 20.000 Scheidsrechter: Ivan Yosifov (BUL) |

|                                                                  |                                                          |       |      |                                                                                            |
| 22 juni Vriendschappelijk № 355 «onderlinge duels» 17:00 (UTC+2) | Polen                                                    | 3 – 0 | Irak | Stadion Dziesięciolecia, Warschau Toeschouwers: 20.000 Scheidsrechter: Alojzy Jarguz (POL) |
| 22 juni Vriendschappelijk № 355 «onderlinge duels» 17:00 (UTC+2) | Kazimierz Kmiecik 18' Grzegorz Lato 30' Andrzej Iwan 65' |       |      | Stadion Dziesięciolecia, Warschau Toeschouwers: 20.000 Scheidsrechter: Alojzy Jarguz (POL) |

|                                                                  |          |       |                  |                                                                                               |
| 29 juni Vriendschappelijk № 356 «onderlinge duels» 16:00 (UTC−3) | Brazilië | 1 – 1 | Polen            | Estádio do Morumbi, São Paulo Toeschouwers: 80.000 Scheidsrechter: Romualdo Arppi Filho (BRA) |
| 29 juni Vriendschappelijk № 356 «onderlinge duels» 16:00 (UTC−3) | Zico 52' |       | 7' Grzegorz Lato | Estádio do Morumbi, São Paulo Toeschouwers: 80.000 Scheidsrechter: Romualdo Arppi Filho (BRA) |

|                                                   |         |                  |       |                                                                                                |
| 2 juli Vriendschappelijk № 357 «onderlinge duels» | Bolivia | 0 – 1            | Polen | Estadio William Bendeck, Santa Cruz Toeschouwers: 20.000 Scheidsrechter: Jorge Antequera (BOL) |
| 2 juli Vriendschappelijk № 357 «onderlinge duels» |         | 79' Andrzej Iwan |       | Estadio William Bendeck, Santa Cruz Toeschouwers: 20.000 Scheidsrechter: Jorge Antequera (BOL) |

|                                                                 |                          |       |                                                                           |                                                                                      |
| 9 juli Vriendschappelijk № 358 «onderlinge duels» 20:45 (UTC−5) | Colombia                 | 1 – 4 | Polen                                                                     | Estadio El Campín, Bogota Toeschouwers: 50.000 Scheidsrechter: Gilberto Murcia (COL) |
| 9 juli Vriendschappelijk № 358 «onderlinge duels» 20:45 (UTC−5) | Hernán Darío Herrera 86' |       | 10' Andrzej Iwan 16' Andrzej Iwan 32' Andrzej Iwan 45' Stanisław Terlecki | Estadio El Campín, Bogota Toeschouwers: 50.000 Scheidsrechter: Gilberto Murcia (COL) |

|                                                                       |                                |       |                   |                                                                                     |
| 24 september Vriendschappelijk № 359 «onderlinge duels» 17:00 (UTC+2) | Polen                          | 1 – 1 | Tsjecho-Slowakije | Śląskistadion, Chorzów Toeschouwers: 45.000 Scheidsrechter: Eduard Shklovskiy (URS) |
| 24 september Vriendschappelijk № 359 «onderlinge duels» 17:00 (UTC+2) | Włodzimierz Lubański 40' (pen) |       | 31' Zdeněk Nehoda | Śląskistadion, Chorzów Toeschouwers: 45.000 Scheidsrechter: Eduard Shklovskiy (URS) |

|                                                       |                                                |       |                              |                                                                                           |
| 12 oktober Vriendschappelijk № 360 «onderlinge duels» | Argentinië                                     | 2 – 1 | Polen                        | Estadio Monumental, Buenos Aires Toeschouwers: 50.000 Scheidsrechter: Teodoro Nitti (ARG) |
| 12 oktober Vriendschappelijk № 360 «onderlinge duels» | Daniel Passarella 16' (pen) Diego Maradona 59' |       | 51' (pen) Włodzimierz Ciołek | Estadio Monumental, Buenos Aires Toeschouwers: 50.000 Scheidsrechter: Teodoro Nitti (ARG) |

|                                                                      |                |       |                                   |                                                                                         |
| 12 november Vriendschappelijk № 361 «onderlinge duels» 20:30 (UTC+1) | Spanje         | 1 – 2 | Polen                             | Estadio de Sarriá, Barcelona Toeschouwers: 20.000 Scheidsrechter: Roger Schoeters (BEL) |
| 12 november Vriendschappelijk № 361 «onderlinge duels» 20:30 (UTC+1) | Dani 88' (pen) |       | 19' Andrzej Iwan 89' Andrzej Iwan | Estadio de Sarriá, Barcelona Toeschouwers: 20.000 Scheidsrechter: Roger Schoeters (BEL) |

|                                                                      |                                                                                               |       |                   |                                                                                         |
| 19 november Vriendschappelijk № 362 «onderlinge duels» 13:30 (UTC+1) | Polen                                                                                         | 5 – 1 | Algerije          | Stadion Suche Stawy, Krakau Toeschouwers: 7.000 Scheidsrechter: Velichko Tsonchev (BUL) |
| 19 november Vriendschappelijk № 362 «onderlinge duels» 13:30 (UTC+1) | Janusz Kupcewicz 9' Włodzimierz Ciołek 15' Andrzej Iwan 38' Marek Dziuba 69' Andrzej Iwan 73' |       | 86' Mohamed Ghrib | Stadion Suche Stawy, Krakau Toeschouwers: 7.000 Scheidsrechter: Velichko Tsonchev (BUL) |

|                                                                        |       |                                           |       |                                                                                  |
| 7 december WK 1982 kwalificatie № 363 «onderlinge duels» 14:30 (UTC+1) | Malta | 0 – 2                                     | Polen | Empire Stadium, Gżira Toeschouwers: 5.565 Scheidsrechter: Dušan Maksimović (YUG) |
| 7 december WK 1982 kwalificatie № 363 «onderlinge duels» 14:30 (UTC+1) |       | 57' Włodzimierz Smolarek 77' Leszek Lipka |       | Empire Stadium, Gżira Toeschouwers: 5.565 Scheidsrechter: Dušan Maksimović (YUG) |

### 1981
|                                                                     |       |                                        |       |                                                                                          |
| 25 januari Vriendschappelijk № 364 «onderlinge duels» 13:30 (UTC+9) | Japan | 0 – 2                                  | Polen | Yoyogi Nationaal Stadion, Tokio Toeschouwers: 7.000 Scheidsrechter: Toshikazu Sano (JPN) |
| 25 januari Vriendschappelijk № 364 «onderlinge duels» 13:30 (UTC+9) |       | 9' Kazimierz Buda 29' Jarosław Nowicki |       | Yoyogi Nationaal Stadion, Tokio Toeschouwers: 7.000 Scheidsrechter: Toshikazu Sano (JPN) |

|                                                                     |                                              |       |                                                                                      |                                                                                   |
| 25 januari Vriendschappelijk № 365 «onderlinge duels» 18:00 (UTC+9) | Japan                                        | 2 – 4 | Polen                                                                                | Naruto Stadion, Tokushima Toeschouwers: 7.000 Scheidsrechter: Junichi Nishi (JPN) |
| 25 januari Vriendschappelijk № 365 «onderlinge duels» 18:00 (UTC+9) | Haruhisa Hasegawa 14' Koichi Hashiratani ??' |       | 17' Krzysztof Kajrys 32' Henryk Janikowski 81' Henryk Janikowski 87' Krzysztof Baran | Naruto Stadion, Tokushima Toeschouwers: 7.000 Scheidsrechter: Junichi Nishi (JPN) |

|                                                                     |       |                                                                        |       |                                                                                     |
| 30 januari Vriendschappelijk № 366 «onderlinge duels» 14:00 (UTC+9) | Japan | 1 – 4                                                                  | Polen | Mizuho Stadion, Nagoya Toeschouwers: 8.000 Scheidsrechter: Shunsaku Nakanishi (JPN) |
| 30 januari Vriendschappelijk № 366 «onderlinge duels» 14:00 (UTC+9) |       | 3' Adam Walczak 5' Kazimierz Buda 44' Krzysztof Baran 68' Piotr Rzepka |       | Mizuho Stadion, Nagoya Toeschouwers: 8.000 Scheidsrechter: Shunsaku Nakanishi (JPN) |

|                                                                     |       |                                                                   |       |                                                                                         |
| 1 februari Vriendschappelijk № 367 «onderlinge duels» 13:30 (UTC+9) | Japan | 0 – 3                                                             | Polen | Olympisch Stadion, Tokio Toeschouwers: 5.000 Scheidsrechter: Morisaburo Kuramochi (JPN) |
| 1 februari Vriendschappelijk № 367 «onderlinge duels» 13:30 (UTC+9) |       | 39' Mirosław Pękala 83' (ed) Tetsuo Sugamata 88' Mirosław Okoński |       | Olympisch Stadion, Tokio Toeschouwers: 5.000 Scheidsrechter: Morisaburo Kuramochi (JPN) |

|                                                                   |                                          |       |       |                                                                                          |
| 25 maart Vriendschappelijk № 368 «onderlinge duels» 16:00 (UTC+2) | Roemenië                                 | 2 – 0 | Polen | Stadionul 23 August, Boekarest Toeschouwers: 35.000 Scheidsrechter: Ahmed Yasharov (BUL) |
| 25 maart Vriendschappelijk № 368 «onderlinge duels» 16:00 (UTC+2) | Rodion Cămătaru 8' Anghel Iordănescu 30' |       |       | Stadionul 23 August, Boekarest Toeschouwers: 35.000 Scheidsrechter: Ahmed Yasharov (BUL) |

|                                                                   |                    |       |     |                                                                                    |
| 2 mei WK 1982 kwalificatie № 369 «onderlinge duels» 17:00 (UTC+2) | Polen              | 1 – 0 | DDR | Śląskistadion, Chorzów Toeschouwers: 74.000 Scheidsrechter: Vojtěch Christov (TCH) |
| 2 mei WK 1982 kwalificatie № 369 «onderlinge duels» 17:00 (UTC+2) | Andrzej Buncol 56' |       |     | Śląskistadion, Chorzów Toeschouwers: 74.000 Scheidsrechter: Vojtěch Christov (TCH) |

|                                                                 |                                                        |       |         |                                                                                    |
| 24 mei Vriendschappelijk № 370 «onderlinge duels» 16:30 (UTC+2) | Polen                                                  | 3 – 0 | Ierland | Stadion Zawiszy, Bydgoszcz Toeschouwers: 15.000 Scheidsrechter: Vasile Tătar (ROU) |
| 24 mei Vriendschappelijk № 370 «onderlinge duels» 16:30 (UTC+2) | Andrzej Iwan 2' David O'Leary 38' (ed) Roman Ogaza 66' |       |         | Stadion Zawiszy, Bydgoszcz Toeschouwers: 15.000 Scheidsrechter: Vasile Tătar (ROU) |

|                                                                      |       |                                             |                |                                                                                   |
| 2 september Vriendschappelijk № 371 «onderlinge duels» 20:00 (UTC+2) | Polen | 0 – 2                                       | West-Duitsland | Śląskistadion, Chorzów Toeschouwers: 70.000 Scheidsrechter: Kjell Johansson (SWE) |
| 2 september Vriendschappelijk № 371 «onderlinge duels» 20:00 (UTC+2) |       | 60' Klaus Fischer 71' Karl-Heinz Rummenigge |                | Śląskistadion, Chorzów Toeschouwers: 70.000 Scheidsrechter: Kjell Johansson (SWE) |

|                                                                       |                       |       |       | |
| 23 september Vriendschappelijk № 372 «onderlinge duels» 21:30 (UTC+1) | Portugal              | 2 – 0 | Polen | Estádio José Alvalade, Lissabon Toeschouwers: 20.000 Scheidsrechter: Victoriano Sánchez Arminio (ESP) |
| 23 september Vriendschappelijk № 372 «onderlinge duels» 21:30 (UTC+1) | Nené 48' Shéu Han 52' |       |       | Estádio José Alvalade, Lissabon Toeschouwers: 20.000 Scheidsrechter: Victoriano Sánchez Arminio (ESP) |

|                                                                        |                                                  |       |                                                                      |                                                                                          |
| 10 oktober WK 1982 kwalificatie № 373 «onderlinge duels» 14:30 (UTC+1) | DDR                                              | 2 – 3 | Polen                                                                | Zentralstadion, Leipzig Toeschouwers: 85.000 Scheidsrechter: Augusto Lamo Castillo (ESP) |
| 10 oktober WK 1982 kwalificatie № 373 «onderlinge duels» 14:30 (UTC+1) | Rüdiger Schnuphase 53' (pen) Joachim Streich 66' |       | 2' Andrzej Szarmach 5' Włodzimierz Smolarek 62' Włodzimierz Smolarek | Zentralstadion, Leipzig Toeschouwers: 85.000 Scheidsrechter: Augusto Lamo Castillo (ESP) |

|                                                                     |                       |       |                                        | |
| 28 oktober Vriendschappelijk № 374 «onderlinge duels» 21:30 (UTC−3) | Argentinië            | 1 – 2 | Polen                                  | Estadio Monumental, Buenos Aires Toeschouwers: 40.000 Scheidsrechter: Juan Daniel Cardellino (URU) |
| 28 oktober Vriendschappelijk № 374 «onderlinge duels» 21:30 (UTC−3) | Daniel Passarella 42' |       | 55' Andrzej Buncol 70' Zbigniew Boniek | Estadio Monumental, Buenos Aires Toeschouwers: 40.000 Scheidsrechter: Juan Daniel Cardellino (URU) |

|                                                                         | |       |       |                                                                                |
| 15 november WK 1982 kwalificatie № 375 «onderlinge duels» 12:00 (UTC+1) | Polen | 6 – 0 | Malta | Olympisch Stadion, Wrocław Toeschouwers: 25.618 Scheidsrechter: Bo Helén (SWE) |
| 15 november WK 1982 kwalificatie № 375 «onderlinge duels» 12:00 (UTC+1) | Andrzej Buncol 6' Włodzimierz Smolarek 47' Stefan Majewski 48' Włodzimierz Smolarek 64' Dariusz Dziekanowski 80' Zbigniew Boniek 88' |       |       | Olympisch Stadion, Wrocław Toeschouwers: 25.618 Scheidsrechter: Bo Helén (SWE) |

|                                                                      |                                        |       |                                                                          |                                                                             |
| 18 november Vriendschappelijk № 376 «onderlinge duels» 17:45 (UTC+1) | Polen                                  | 2 – 3 | Spanje                                                                   | Stadion ŁKS, Łódź Toeschouwers: 15.000 Scheidsrechter: Róbert Jaczina (HUN) |
| 18 november Vriendschappelijk № 376 «onderlinge duels» 17:45 (UTC+1) | Andrzej Pałasz 56' Zbigniew Boniek 74' |       | 10' Roberto López Ufarte 80' José Ramón Alexanco 88' Miguel Ángel Alonso | Stadion ŁKS, Łódź Toeschouwers: 15.000 Scheidsrechter: Róbert Jaczina (HUN) |

### 1982
| Wereldkampioenschap voetbal 1982 |
| -------------------------------- |

|                                                                |        |       |       |                                                                                  |
| 14 juni WK 1982 Groep A № 377 «onderlinge duels» 17:15 (UTC+2) | Italië | 0 – 0 | Polen | Estadio Balaídos, Vigo Toeschouwers: 33.000 Scheidsrechter: Michel Vautrot (FRA) |
| 14 juni WK 1982 Groep A № 377 «onderlinge duels» 17:15 (UTC+2) |        |       |       | Estadio Balaídos, Vigo Toeschouwers: 33.000 Scheidsrechter: Michel Vautrot (FRA) |

|                                                                |          |       |       |                                                                                   |
| 19 juni WK 1982 Groep A № 378 «onderlinge duels» 17:15 (UTC+2) | Kameroen | 0 – 0 | Polen | Estadio Riazor, A Coruña Toeschouwers: 19.000 Scheidsrechter: Alexis Ponnet (BEL) |
| 19 juni WK 1982 Groep A № 378 «onderlinge duels» 17:15 (UTC+2) |          |       |       | Estadio Riazor, A Coruña Toeschouwers: 19.000 Scheidsrechter: Alexis Ponnet (BEL) |

|                                                                | |       |                       |                                                                                         |
| 22 juni WK 1982 Groep A № 379 «onderlinge duels» 17:15 (UTC+2) | Polen | 5 – 1 | Peru                  | Estadio Riazor, A Coruña Toeschouwers: 25.000 Scheidsrechter: Mario Rubio Vázquez (MEX) |
| 22 juni WK 1982 Groep A № 379 «onderlinge duels» 17:15 (UTC+2) | Włodzimierz Smolarek 55' Grzegorz Lato 58' Zbigniew Boniek 61' Andrzej Buncol 68' Włodzimierz Ciołek 76' |       | 83' Guillermo La Rosa | Estadio Riazor, A Coruña Toeschouwers: 25.000 Scheidsrechter: Mario Rubio Vázquez (MEX) |

|                                                                |        |                                                            |       |                                                                                   |
| 28 juni WK 1982 Groep 1 № 380 «onderlinge duels» 21:00 (UTC+2) | België | 0 – 3                                                      | Polen | Camp Nou, Barcelona Toeschouwers: 65.000 Scheidsrechter: Luis Paulino Siles (CRC) |
| 28 juni WK 1982 Groep 1 № 380 «onderlinge duels» 21:00 (UTC+2) |        | 4' Zbigniew Boniek 26' Zbigniew Boniek 53' Zbigniew Boniek |       | Camp Nou, Barcelona Toeschouwers: 65.000 Scheidsrechter: Luis Paulino Siles (CRC) |

|                                                               |       |       |             |                                                                              |
| 4 juli WK 1982 Groep 1 № 381 «onderlinge duels» 21:00 (UTC+2) | Polen | 0 – 0 | Sovjet-Unie | Camp Nou, Barcelona Toeschouwers: 65.000 Scheidsrechter: Bob Valentine (SCO) |
| 4 juli WK 1982 Groep 1 № 381 «onderlinge duels» 21:00 (UTC+2) |       |       |             | Camp Nou, Barcelona Toeschouwers: 65.000 Scheidsrechter: Bob Valentine (SCO) |

|                                                                    |       |                                 |        |                                                                                |
| 8 juli WK 1982 Halve finale № 382 «onderlinge duels» 17:15 (UTC+2) | Polen | 0 – 2                           | Italië | Camp Nou, Barcelona Toeschouwers: 50.000 Scheidsrechter: Juan Cardellino (URU) |
| 8 juli WK 1982 Halve finale № 382 «onderlinge duels» 17:15 (UTC+2) |       | 22' Paolo Rossi 73' Paolo Rossi |        | Camp Nou, Barcelona Toeschouwers: 50.000 Scheidsrechter: Juan Cardellino (URU) |

|                                                                     |                                   |       |                                                               |                                                                                              |
| 10 juli WK 1982 Troostfinale № 383 «onderlinge duels» 20:00 (UTC+2) | Frankrijk                         | 2 – 3 | Polen                                                         | Estadio José Rico Pérez, Alicante Toeschouwers: 28.000 Scheidsrechter: Antonio Garrido (POR) |
| 10 juli WK 1982 Troostfinale № 383 «onderlinge duels» 20:00 (UTC+2) | René Girard 13' Alain Couriol 72' |       | 40' Andrzej Szarmach 44' Stefan Majewski 46' Janusz Kupcewicz | Estadio José Rico Pérez, Alicante Toeschouwers: 28.000 Scheidsrechter: Antonio Garrido (POR) |

|  |  |  |  |  |  |  |  |  |

|                                                                      |           |                                                                                    |       |                                                                                  |
| 31 augustus Vriendschappelijk № 384 «onderlinge duels» 20:30 (UTC+2) | Frankrijk | 0 – 4                                                                              | Polen | Parc des Princes, Parijs Toeschouwers: 20.000 Scheidsrechter: Bruno Galler (SUI) |
| 31 augustus Vriendschappelijk № 384 «onderlinge duels» 20:30 (UTC+2) |           | 28' Jan Jałocha 55' Janusz Kupcewicz 58' Janusz Kupcewicz 63' (pen) Andrzej Buncol |       | Parc des Princes, Parijs Toeschouwers: 20.000 Scheidsrechter: Bruno Galler (SUI) |

|                                                                        |                                |       |                                                                              |                                                                                             |
| 8 september EK 1984 kwalificatie № 385«onderlinge duels» 18:00 (UTC+3) | Finland                        | 2 – 3 | Polen                                                                        | Olympisch Stadion, Helsinki Toeschouwers: 2.845 Scheidsrechter: Marcel Van Langenhove (BEL) |
| 8 september EK 1984 kwalificatie № 385«onderlinge duels» 18:00 (UTC+3) | Ari Valvee 82' Keijo Kousa 84' |       | 16' (pen) Włodzimierz Smolarek 28' Dariusz Dziekanowski 72' Janusz Kupcewicz | Olympisch Stadion, Helsinki Toeschouwers: 2.845 Scheidsrechter: Marcel Van Langenhove (BEL) |

|                                                                      |                            |       |                |                                                                                  |
| 10 oktober EK 1984 kwalificatie № 386 «onderlinge duels» 15:30 (UTC) | Portugal                   | 2 – 1 | Polen          | Estádio da Luz, Lissabon Toeschouwers: 70.000 Scheidsrechter: Franz Wöhrer (AUT) |
| 10 oktober EK 1984 kwalificatie № 386 «onderlinge duels» 15:30 (UTC) | Nené 2' Fernando Gomes 81' |       | 90' Paweł Król | Estádio da Luz, Lissabon Toeschouwers: 70.000 Scheidsrechter: Franz Wöhrer (AUT) |

### 1983
|                                                                   |                                                                  |       |                     |                                                                           |
| 29 maart Vriendschappelijk № 387 «onderlinge duels» 17:00 (UTC+1) | Polen                                                            | 3 – 1 | Bulgarije           | Stadion ŁKS, Łódź Toeschouwers: 3.000 Scheidsrechter: Klaus Peschel (GDR) |
| 29 maart Vriendschappelijk № 387 «onderlinge duels» 17:00 (UTC+1) | Stefan Majewski 2' Dariusz Dziekanowski 67' Mirosław Okoński 76' |       | 25' Stefan Naydenov | Stadion ŁKS, Łódź Toeschouwers: 3.000 Scheidsrechter: Klaus Peschel (GDR) |

|                                                                      |                         |       |                     |                                                                                                |
| 17 april EK 1984 kwalificatie № 388 «onderlinge duels» 16:00 (UTC+2) | Polen                   | 1 – 1 | Finland             | Stadion Dziesięciolecia, Warschau Toeschouwers: 83.000 Scheidsrechter: Reidar Bjørnestad (NOR) |
| 17 april EK 1984 kwalificatie № 388 «onderlinge duels» 16:00 (UTC+2) | Włodzimierz Smolarek 2' |       | 5' (ed) Paweł Janas | Stadion Dziesięciolecia, Warschau Toeschouwers: 83.000 Scheidsrechter: Reidar Bjørnestad (NOR) |

|                                                                    |                     |       |                         |                                                                                 |
| 22 mei EK 1984 kwalificatie № 389 «onderlinge duels» 17:00 (UTC+2) | Polen               | 1 – 1 | Sovjet-Unie             | Śląskistadion, Chorzów Toeschouwers: 75.000 Scheidsrechter: Luigi Agnolin (ITA) |
| 22 mei EK 1984 kwalificatie № 389 «onderlinge duels» 17:00 (UTC+2) | Zbigniew Boniek 19' |       | 64' (ed) Roman Wójcicki | Śląskistadion, Chorzów Toeschouwers: 75.000 Scheidsrechter: Luigi Agnolin (ITA) |

|                                                                      |                                                |       |                                     |                                                                               |
| 7 september Vriendschappelijk № 390 «onderlinge duels» 19:30 (UTC+2) | Polen                                          | 2 – 2 | Roemenië                            | Wisłastadion, Krakau Toeschouwers: 8.000 Scheidsrechter: Jaromír Fausek (TCH) |
| 7 september Vriendschappelijk № 390 «onderlinge duels» 19:30 (UTC+2) | Włodzimierz Ciołek 52' Andrzej Iwan 57' (pen.) |       | 17' Lică Movilă 79' Mircea Irimescu | Wisłastadion, Krakau Toeschouwers: 8.000 Scheidsrechter: Jaromír Fausek (TCH) |

|                                                                       |                                         |       |       |                                                                             |
| 9 oktober EK 1984 kwalificatie № 391 «onderlinge duels» 17:00 (UTC+3) | Sovjet-Unie                             | 2 – 0 | Polen | Lenin Stadion, Moskou Toeschouwers: 72.500 Scheidsrechter: Jan Keizer (NED) |
| 9 oktober EK 1984 kwalificatie № 391 «onderlinge duels» 17:00 (UTC+3) | Anatoli Demjanenko 10' Oleh Blochin 62' |       |       | Lenin Stadion, Moskou Toeschouwers: 72.500 Scheidsrechter: Jan Keizer (NED) |

|                                                                        |       |                   |          |                                                                                    |
| 28 oktober EK 1984 kwalificatie № 392 «onderlinge duels» 17:30 (UTC+1) | Polen | 0 – 1             | Portugal | Olympisch Stadion, Wrocław Toeschouwers: 15.000 Scheidsrechter: Ulf Eriksson (SWE) |
| 28 oktober EK 1984 kwalificatie № 392 «onderlinge duels» 17:30 (UTC+1) |       | 31' Carlos Manuel |          | Olympisch Stadion, Wrocław Toeschouwers: 15.000 Scheidsrechter: Ulf Eriksson (SWE) |

### 1984
|                                                    |                           |       |                                               |                                                                                  |
| 11 januari Nehru Cup 1984 № 393 «onderlinge duels» | India                     | 1 – 2 | Polen                                         | Eden Gardens, Calcutta Toeschouwers: 80.000 Scheidsrechter: Károly Palotai (HUN) |
| 11 januari Nehru Cup 1984 № 393 «onderlinge duels» | Biswajit Bhattacharya 42' |       | 10' Dariusz Dziekanowski 34' Krzysztof Pawlak | Eden Gardens, Calcutta Toeschouwers: 80.000 Scheidsrechter: Károly Palotai (HUN) |

|                                                    |       |                   |       |                                                                                 |
| 15 januari Nehru Cup 1984 № 394 «onderlinge duels» | China | 0 – 1             | Polen | Eden Gardens, Calcutta Toeschouwers: 85.000 Scheidsrechter: Ángel Sánchez (ARG) |
| 15 januari Nehru Cup 1984 № 394 «onderlinge duels» |       | 22' Józef Adamiec |       | Eden Gardens, Calcutta Toeschouwers: 85.000 Scheidsrechter: Ángel Sánchez (ARG) |

|                                                    |                  |       |                    |                                                                                  |
| 17 januari Nehru Cup 1984 № 395 «onderlinge duels» | Argentinië       | 1 – 1 | Polen              | Eden Gardens, Calcutta Toeschouwers: 80.000 Scheidsrechter: Károly Palotai (HUN) |
| 17 januari Nehru Cup 1984 № 395 «onderlinge duels» | Miguel Ponce 51' |       | 84' Andrzej Buncol | Eden Gardens, Calcutta Toeschouwers: 80.000 Scheidsrechter: Károly Palotai (HUN) |

|                                                    |       |                    |       |                                                                                  |
| 27 januari Nehru Cup 1984 № 396 «onderlinge duels» | China | 0 – 1              | Polen | Eden Gardens, Calcutta Toeschouwers: 85.000 Scheidsrechter: Melvin d'Souza (IND) |
| 27 januari Nehru Cup 1984 № 396 «onderlinge duels» |       | 60' Roman Wójcicki |       | Eden Gardens, Calcutta Toeschouwers: 85.000 Scheidsrechter: Melvin d'Souza (IND) |

|                                                                   |                   |       |                     |                                                                                  |
| 27 maart Vriendschappelijk № 397 «onderlinge duels» 20:00 (UTC+2) | Zwitserland       | 1 – 1 | Polen               | Hardturm, Zürich Toeschouwers: 12.000 Scheidsrechter: Jean-François Crucke (BEL) |
| 27 maart Vriendschappelijk № 397 «onderlinge duels» 20:00 (UTC+2) | Heinz Hermann 79' |       | 24' Zbigniew Boniek | Hardturm, Zürich Toeschouwers: 12.000 Scheidsrechter: Jean-François Crucke (BEL) |

|                                                                   |       |                        |        |                                                                                            |
| 17 april Vriendschappelijk № 398 «onderlinge duels» 20:15 (UTC+2) | Polen | 0 – 1                  | België | Wojska Polskiegostadion, Warschau Toeschouwers: 20.000 Scheidsrechter: Radu Petrescu (ROM) |
| 17 april Vriendschappelijk № 398 «onderlinge duels» 20:15 (UTC+2) |       | 89' Alex Czerniatynski |        | Wojska Polskiegostadion, Warschau Toeschouwers: 20.000 Scheidsrechter: Radu Petrescu (ROM) |

|                                                                 |         |       |       |                                                                                  |
| 23 mei Vriendschappelijk № 399 «onderlinge duels» 19:00 (UTC+1) | Ierland | 0 – 0 | Polen | Dalymount Park, Dublin Toeschouwers: 8.000 Scheidsrechter: George Courtney (ENG) |
| 23 mei Vriendschappelijk № 399 «onderlinge duels» 19:00 (UTC+1) |         |       |       | Dalymount Park, Dublin Toeschouwers: 8.000 Scheidsrechter: George Courtney (ENG) |

|                                                                      |                    |       |                         |                                                                                      |
| 29 augustus Vriendschappelijk № 400 «onderlinge duels» 18:30 (UTC+2) | Noorwegen          | 1 – 1 | Polen                   | Marienlyst Stadion, Drammen Toeschouwers: 5.497 Scheidsrechter: Osmo Orakangas (FIN) |
| 29 augustus Vriendschappelijk № 400 «onderlinge duels» 18:30 (UTC+2) | Vidar Davidsen 56' |       | 48' Ryszard Tarasiewicz | Marienlyst Stadion, Drammen Toeschouwers: 5.497 Scheidsrechter: Osmo Orakangas (FIN) |

|                                                                       |         |                                             |       |                                                                                   |
| 12 september Vriendschappelijk № 401 «onderlinge duels» 18:30 (UTC+3) | Finland | 0 – 2                                       | Polen | Olympisch Stadion, Helsinki Toeschouwers: 3.500 Scheidsrechter: Rolf Haugen (NOR) |
| 12 september Vriendschappelijk № 401 «onderlinge duels» 18:30 (UTC+3) |         | 32' Dariusz Dziekanowski 62' Andrzej Pałasz |       | Olympisch Stadion, Helsinki Toeschouwers: 3.500 Scheidsrechter: Rolf Haugen (NOR) |

|                                                                       |                                                         |       |         |                                                                                         |
| 26 september Vriendschappelijk № 402 «onderlinge duels» 15:30 (UTC+2) | Polen                                                   | 2 – 0 | Turkije | Stadion 650-lecia, Słupsk Toeschouwers: 22.000 Scheidsrechter: Siegfried Kirschen (GDR) |
| 26 september Vriendschappelijk № 402 «onderlinge duels» 15:30 (UTC+2) | Dariusz Dziekanowski 17' Dariusz Dziekanowski 56' (pen) |       |         | Stadion 650-lecia, Słupsk Toeschouwers: 22.000 Scheidsrechter: Siegfried Kirschen (GDR) |

|                                                                        |                                                                            |       |                       |                                                                                     |
| 17 oktober WK 1986 kwalificatie № 403 «onderlinge duels» 17:00 (UTC+1) | Polen                                                                      | 3 – 1 | Griekenland           | Stadion Górnika, Zabrze Toeschouwers: 15.000 Scheidsrechter: Svein Inge Thime (NOR) |
| 17 oktober WK 1986 kwalificatie № 403 «onderlinge duels» 17:00 (UTC+1) | Włodzimierz Smolarek 62' Dariusz Dziekanowski 65' Dariusz Dziekanowski 79' |       | 35' Tasos Mitropoulos | Stadion Górnika, Zabrze Toeschouwers: 15.000 Scheidsrechter: Svein Inge Thime (NOR) |

|                                                                        |                                             |       |                                  |                                                                               |
| 31 oktober WK 1986 kwalificatie № 404 «onderlinge duels» 17:00 (UTC+1) | Polen                                       | 2 – 2 | Albanië                          | Stadion Stali, Mielec Toeschouwers: 24.500 Scheidsrechter: Bruno Galler (SUI) |
| 31 oktober WK 1986 kwalificatie № 404 «onderlinge duels» 17:00 (UTC+1) | Włodzimierz Smolarek 23' Andrzej Pałasz 80' |       | 55' Bedri Omuri 75' Agustin Kola | Stadion Stali, Mielec Toeschouwers: 24.500 Scheidsrechter: Bruno Galler (SUI) |

|                                                                     |                                                 |       |       |                                                                                    |
| 8 december Vriendschappelijk № 405 «onderlinge duels» 14:30 (UTC+1) | Italië                                          | 2 – 0 | Polen | Stadio Adriatico, Pescara Toeschouwers: 33.900 Scheidsrechter: Bob Valentine (SCO) |
| 8 december Vriendschappelijk № 405 «onderlinge duels» 14:30 (UTC+1) | Alessandro Altobelli 77' Antonio Di Gennaro 90' |       |       | Stadio Adriatico, Pescara Toeschouwers: 33.900 Scheidsrechter: Bob Valentine (SCO) |

### 1985
|                                                                          |                                                                                           |       |       |                                                                                                |
| 5 februari Vriendschappelijk Querétaro Toernooi № 406 «onderlinge duels» | Mexico                                                                                    | 5 – 0 | Polen | Estadio Corregidora, Querétaro Toeschouwers: 45.000 Scheidsrechter: Jorge Alberto Leanza (MEX) |
| 5 februari Vriendschappelijk Querétaro Toernooi № 406 «onderlinge duels» | Tomás Boy 6' Manuel Negrete 13' Félix Cruz Barbosa 28' Luís Flores 61' Manuel Negrete 70' |       |       | Estadio Corregidora, Querétaro Toeschouwers: 45.000 Scheidsrechter: Jorge Alberto Leanza (MEX) |

|                                                                          |                                                 |       |                                              |                                                                                           |
| 6 februari Vriendschappelijk Querétaro Toernooi № 407 «onderlinge duels» | Bulgarije                                       | 2 – 2 | Polen                                        | Estadio Corregidora, Querétaro Toeschouwers: 20.000 Scheidsrechter: Edgardo Codesal (MEX) |
| 6 februari Vriendschappelijk Querétaro Toernooi № 407 «onderlinge duels» | Georgi Dimitrov 19' Radoslav Zdravkov 45' (pen) |       | 35' Dariusz Dziekanowski 38' Waldemar Prusik | Estadio Corregidora, Querétaro Toeschouwers: 20.000 Scheidsrechter: Edgardo Codesal (MEX) |

|                                                        |                   |       |                                      |                                                                                   |
| 10 februari Vriendschappelijk № 408 «onderlinge duels» | Colombia          | 1 – 2 | Polen                                | Estadio El Campín, Bogota Toeschouwers: 25.000 Scheidsrechter: Octavio Mesa (COL) |
| 10 februari Vriendschappelijk № 408 «onderlinge duels» | Manuel Córdoba 9' |       | 5' Andrzej Pałasz 34' Andrzej Pałasz | Estadio El Campín, Bogota Toeschouwers: 25.000 Scheidsrechter: Octavio Mesa (COL) |

|                                                        |                     |       |       |                                                                                          |
| 14 februari Vriendschappelijk № 409 «onderlinge duels» | Colombia            | 1 – 0 | Polen | Estadio Pascual Guerrero, Cali Toeschouwers: 15.000 Scheidsrechter: Alirio Montoya (COL) |
| 14 februari Vriendschappelijk № 409 «onderlinge duels» | Pedro Sarmiento 28' |       |       | Estadio Pascual Guerrero, Cali Toeschouwers: 15.000 Scheidsrechter: Alirio Montoya (COL) |

|                                                                   |          |       |       |                                                                                            |
| 27 maart Vriendschappelijk № 410 «onderlinge duels» 16:00 (UTC+3) | Roemenië | 0 – 0 | Polen | Stadionul Municipal, Sibiu Toeschouwers: 25.000 Scheidsrechter: Borislav Aleksandrov (BUL) |
| 27 maart Vriendschappelijk № 410 «onderlinge duels» 16:00 (UTC+3) |          |       |       | Stadionul Municipal, Sibiu Toeschouwers: 25.000 Scheidsrechter: Borislav Aleksandrov (BUL) |

|                                                                   |                                        |       |                  |                                                                                    |
| 17 april Vriendschappelijk № 411 «onderlinge duels» 16:30 (UTC+2) | Polen                                  | 2 – 1 | Finland          | Stadion Odry Opole, Opole Toeschouwers: 12.500 Scheidsrechter: László Kovács (HUN) |
| 17 april Vriendschappelijk № 411 «onderlinge duels» 16:30 (UTC+2) | Władysław Żmuda 71' Andrzej Pałasz 81' |       | 57' Kari Ukkonen | Stadion Odry Opole, Opole Toeschouwers: 12.500 Scheidsrechter: László Kovács (HUN) |

|                                                                   |                                             |       |       |                                                                                   |
| 1 mei WK 1986 kwalificatie № 412 «onderlinge duels» 20:00 (UTC+2) | België                                      | 2 – 0 | Polen | Heizel Stadion, Brussel Toeschouwers: 48.310 Scheidsrechter: Malcolm Moffat (NIR) |
| 1 mei WK 1986 kwalificatie № 412 «onderlinge duels» 20:00 (UTC+2) | Erwin Vandenbergh 30' Frank Vercauteren 52' |       |       | Heizel Stadion, Brussel Toeschouwers: 48.310 Scheidsrechter: Malcolm Moffat (NIR) |

|                                                                    |                        |       |                                                                                           |                                                                                     |
| 19 mei WK 1986 kwalificatie № 413 «onderlinge duels» 18:30 (UTC+3) | Griekenland            | 1 – 4 | Polen                                                                                     | Olympisch Stadion, Athene Toeschouwers: 40.000 Scheidsrechter: Zoran Petrović (YUG) |
| 19 mei WK 1986 kwalificatie № 413 «onderlinge duels» 18:30 (UTC+3) | Nikos Anastopoulos 47' |       | 25' Włodzimierz Smolarek 58' Marek Ostrowski 78' Zbigniew Boniek 90' Dariusz Dziekanowski | Olympisch Stadion, Athene Toeschouwers: 40.000 Scheidsrechter: Zoran Petrović (YUG) |

|                                                                    |         |                     |       |                                                                                      |
| 30 mei WK 1986 kwalificatie № 414 «onderlinge duels» 17:30 (UTC+2) | Albanië | 0 – 1               | Polen | Qemal Stafastadion, Tirana Toeschouwers: 20.000 Scheidsrechter: Yordan Zhezhov (BUL) |
| 30 mei WK 1986 kwalificatie № 414 «onderlinge duels» 17:30 (UTC+2) |         | 24' Zbigniew Boniek |       | Qemal Stafastadion, Tirana Toeschouwers: 20.000 Scheidsrechter: Yordan Zhezhov (BUL) |

|                                                                      |                     |       |       |                                                                             |
| 21 augustus Vriendschappelijk № 415 «onderlinge duels» 19:00 (UTC+2) | Zweden              | 1 – 0 | Polen | Malmö Stadion, Malmö Toeschouwers: 13.000 Scheidsrechter: Einar Halle (NOR) |
| 21 augustus Vriendschappelijk № 415 «onderlinge duels» 19:00 (UTC+2) | Andreas Ravelli 74' |       |       | Malmö Stadion, Malmö Toeschouwers: 13.000 Scheidsrechter: Einar Halle (NOR) |

|                                                                      |                                                         |       |                     |                                                                                       |
| 4 september Vriendschappelijk № 416 «onderlinge duels» 17:00 (UTC+2) | Tsjecho-Slowakije                                       | 3 – 1 | Polen               | Stadion za Lužánkami, Brno Toeschouwers: 12.000 Scheidsrechter: Edvard Šoštarić (YUG) |
| 4 september Vriendschappelijk № 416 «onderlinge duels» 17:00 (UTC+2) | Jan Berger 17' Waldemar Prusik 47' (ed) Luboš Kubík 82' |       | 47' Waldemar Prusik | Stadion za Lužánkami, Brno Toeschouwers: 12.000 Scheidsrechter: Edvard Šoštarić (YUG) |

|                                                                          |       |       |        |                                                                                 |
| 11 september WK 1986 kwalificatie № 417 «onderlinge duels» 17:30 (UTC+2) | Polen | 0 – 0 | België | Śląskistadion, Chorzów Toeschouwers: 70.000 Scheidsrechter: Bob Valentine (SCO) |
| 11 september WK 1986 kwalificatie № 417 «onderlinge duels» 17:30 (UTC+2) |       |       |        | Śląskistadion, Chorzów Toeschouwers: 70.000 Scheidsrechter: Bob Valentine (SCO) |

|                                                                      |                         |       |        |                                                                                  |
| 16 november Vriendschappelijk № 418 «onderlinge duels» 17:00 (UTC+1) | Polen                   | 1 – 0 | Italië | Śląskistadion, Chorzów Toeschouwers: 10.000 Scheidsrechter: Bogdan Dotchev (BUL) |
| 16 november Vriendschappelijk № 418 «onderlinge duels» 17:00 (UTC+1) | Dariusz Dziekanowski 6' |       |        | Śląskistadion, Chorzów Toeschouwers: 10.000 Scheidsrechter: Bogdan Dotchev (BUL) |

|                                                       |                  |       |       |                                                                               |
| 8 december Vriendschappelijk № 419 «onderlinge duels» | Tunesië          | 1 – 0 | Polen | Stade Zouiten, Tunis Toeschouwers: 22.000 Scheidsrechter: Hédi Mellouli (TUN) |
| 8 december Vriendschappelijk № 419 «onderlinge duels» | Bassam Jendi 55' |       |       | Stade Zouiten, Tunis Toeschouwers: 22.000 Scheidsrechter: Hédi Mellouli (TUN) |

|                                                                      |                 |       |                |                                                                              |
| 11 december Vriendschappelijk № 420 «onderlinge duels» 14:00 (UTC+2) | Turkije         | 1 – 1 | Polen          | 5 Ocak Stadion, Adana Toeschouwers: 12.000 Scheidsrechter: Talat Tokat (TUR) |
| 11 december Vriendschappelijk № 420 «onderlinge duels» 14:00 (UTC+2) | Tanju Çolak 66' |       | 26' Jan Furtok | 5 Ocak Stadion, Adana Toeschouwers: 12.000 Scheidsrechter: Talat Tokat (TUR) |

### 1986
|                                                                      |                                         |       |                                        |                                                                                                  |
| 16 februari Vriendschappelijk № 421 «onderlinge duels» 21:30 (UTC−3) | Uruguay                                 | 2 – 2 | Polen                                  | Estadio Centenario, Montevideo Toeschouwers: 44.000 Scheidsrechter: Juan Daniel Cardellino (URU) |
| 16 februari Vriendschappelijk № 421 «onderlinge duels» 21:30 (UTC−3) | Miguel Bossio 61' José Luis Zalazar 78' |       | 7' Krzysztof Baran 63' Krzysztof Baran | Estadio Centenario, Montevideo Toeschouwers: 44.000 Scheidsrechter: Juan Daniel Cardellino (URU) |

|                                                                   |                                                |       |       |                                                                                                 |
| 26 maart Vriendschappelijk № 422 «onderlinge duels» 20:30 (UTC+1) | Spanje                                         | 3 – 0 | Polen | Estadio Ramón de Carranza, Cadiz Toeschouwers: 17.000 Scheidsrechter: Jean-Marie Lartigot (FRA) |
| 26 maart Vriendschappelijk № 422 «onderlinge duels» 20:30 (UTC+1) | Míchel 20' Ramón Calderé 30' Julio Salinas 48' |       |       | Estadio Ramón de Carranza, Cadiz Toeschouwers: 17.000 Scheidsrechter: Jean-Marie Lartigot (FRA) |

|                                                                 |                          |       |       |                                                                            |
| 16 mei Vriendschappelijk № 423 «onderlinge duels» 19:00 (UTC+2) | Denemarken               | 1 – 0 | Polen | Parken, Kopenhagen Toeschouwers: 44.300 Scheidsrechter: Ulf Eriksson (SWE) |
| 16 mei Vriendschappelijk № 423 «onderlinge duels» 19:00 (UTC+2) | Preben Elkjær Larsen 61' |       |       | Parken, Kopenhagen Toeschouwers: 44.300 Scheidsrechter: Ulf Eriksson (SWE) |

| Wereldkampioenschap voetbal 1986 |
| -------------------------------- |

|                                                               |         |       |       |                                                                                                |
| 2 juni WK 1986 Groep F № 424 «onderlinge duels» 16:00 (UTC−6) | Marokko | 0 – 0 | Polen | Estadio Universitario, Monterrey Toeschouwers: 19.900 Scheidsrechter: José Luis Martínez (URU) |
| 2 juni WK 1986 Groep F № 424 «onderlinge duels» 16:00 (UTC−6) |         |       |       | Estadio Universitario, Monterrey Toeschouwers: 19.900 Scheidsrechter: José Luis Martínez (URU) |

|                                                               |                          |       |          |                                                                                            |
| 7 juni WK 1986 Groep F № 425 «onderlinge duels» 16:00 (UTC−6) | Polen                    | 1 – 0 | Portugal | Estadio Universitario, Monterrey Toeschouwers: 19.915 Scheidsrechter: Ali Bin Nasser (TUN) |
| 7 juni WK 1986 Groep F № 425 «onderlinge duels» 16:00 (UTC−6) | Włodzimierz Smolarek 68' |       |          | Estadio Universitario, Monterrey Toeschouwers: 19.915 Scheidsrechter: Ali Bin Nasser (TUN) |

|                                                                |                                                   |       |       |                                                                                         |
| 11 juni WK 1986 Groep F № 426 «onderlinge duels» 16:00 (UTC−6) | Engeland                                          | 3 – 0 | Polen | Estadio Universitario, Monterrey Toeschouwers: 22.700 Scheidsrechter: André Daina (SUI) |
| 11 juni WK 1986 Groep F № 426 «onderlinge duels» 16:00 (UTC−6) | Gary Lineker 9' Gary Lineker 14' Gary Lineker 34' |       |       | Estadio Universitario, Monterrey Toeschouwers: 22.700 Scheidsrechter: André Daina (SUI) |

|                                                                    |                                                             |       |       |                                                                                     |
| 16 juni WK 1986 Kwartfinale № 427 «onderlinge duels» 16:00 (UTC−6) | Brazilië                                                    | 4 – 0 | Polen | Estadio Jalisco, Guadalajara Toeschouwers: 45.000 Scheidsrechter: Volker Roth (FRG) |
| 16 juni WK 1986 Kwartfinale № 427 «onderlinge duels» 16:00 (UTC−6) | Sócrates 30' (pen) Josimar 55' Edinho 79' Careca 83' (pen.) |       |       | Estadio Jalisco, Guadalajara Toeschouwers: 45.000 Scheidsrechter: Volker Roth (FRG) |

| Bondscoach | Bondscoach | Bondscoach | Wojciech Łazarek | 04/10/1937 |
| ---------- | ---------- | ---------- | ---------------- | ---------- |

|                                                                    |                                             |       |                                    |                                                                                       |
| 7 oktober Vriendschappelijk № 428 «onderlinge duels» 15:00 (UTC+1) | Polen                                       | 2 – 2 | Noord-Korea                        | Stadion Zawiszy, Bydgoszcz Toeschouwers: 15.000 Scheidsrechter: Octavian Streng (ROU) |
| 7 oktober Vriendschappelijk № 428 «onderlinge duels» 15:00 (UTC+1) | Ryszard Tarasiewicz 30' (pen) Jan Karaś 90' |       | 58' Kim Pung-il 67' Park Wang-chol | Stadion Zawiszy, Bydgoszcz Toeschouwers: 15.000 Scheidsrechter: Octavian Streng (ROU) |

|                                                                        |                                                                |       |                               |                                                                                           |
| 15 oktober EK 1988 kwalificatie № 429 «onderlinge duels» 17:00 (UTC+1) | Polen                                                          | 2 – 1 | Griekenland                   | Stadion Miejski, Poznań Toeschouwers: 32.500 Scheidsrechter: Emilio Soriano Aladrén (ESP) |
| 15 oktober EK 1988 kwalificatie № 429 «onderlinge duels» 17:00 (UTC+1) | Dariusz Dziekanowski 5' (pen.) Dariusz Dziekanowski 40' (pen.) |       | 13' (pen.) Nikos Anastopoulos | Stadion Miejski, Poznań Toeschouwers: 32.500 Scheidsrechter: Emilio Soriano Aladrén (ESP) |

|                                                                      |                    |       |         |                                                                                          |
| 12 november Vriendschappelijk № 430 «onderlinge duels» 17:00 (UTC+1) | Polen              | 1 – 0 | Ierland | Wojska Polskiegostadion, Warschau Toeschouwers: 8.000 Scheidsrechter: Lajos Németh (HUN) |
| 12 november Vriendschappelijk № 430 «onderlinge duels» 17:00 (UTC+1) | Marek Koniarek 43' |       |         | Wojska Polskiegostadion, Warschau Toeschouwers: 8.000 Scheidsrechter: Lajos Németh (HUN) |

|                                                                         |           |       |       |                                                                                      |
| 19 november EK 1988 kwalificatie № 431 «onderlinge duels» 20:00 (UTC+1) | Nederland | 0 – 0 | Polen | Olympisch Stadion, Amsterdam Toeschouwers: 52.750 Scheidsrechter: Joël Quiniou (FRA) |
| 19 november EK 1988 kwalificatie № 431 «onderlinge duels» 20:00 (UTC+1) |           |       |       | Olympisch Stadion, Amsterdam Toeschouwers: 52.750 Scheidsrechter: Joël Quiniou (FRA) |

### 1987
|                                                                   |                                                |       |                     |                                                                                             |
| 18 maart Vriendschappelijk № 432 «onderlinge duels» 15:30 (UTC+1) | Polen                                          | 3 – 1 | Finland             | Stadion Miejski w Rybniku, Rybnik Toeschouwers: 18.000 Scheidsrechter: Manfred Roßner (GDR) |
| 18 maart Vriendschappelijk № 432 «onderlinge duels» 15:30 (UTC+1) | Jan Urban 10' Marek Leśniak 26' Jan Furtok 65' |       | 46' Jukka Ikäläinen | Stadion Miejski w Rybniku, Rybnik Toeschouwers: 18.000 Scheidsrechter: Manfred Roßner (GDR) |

|                                                                   |                                                               |       |                |                                                                                   |
| 24 maart Vriendschappelijk № 433 «onderlinge duels» 17:30 (UTC+1) | Polen                                                         | 4 – 1 | Noorwegen      | Olympisch Stadion, Wrocław Toeschouwers: 12.300 Scheidsrechter: Jozef Marko (TCH) |
| 24 maart Vriendschappelijk № 433 «onderlinge duels» 17:30 (UTC+1) | Jan Furtok 6' Paweł Król 9' Jan Urban 26' Waldemar Prusik 53' |       | 15' Tom Sundby | Olympisch Stadion, Wrocław Toeschouwers: 12.300 Scheidsrechter: Jozef Marko (TCH) |

|                                                                      |       |       |        |                                                                                 |
| 12 april EK 1988 kwalificatie № 434 «onderlinge duels» 12:00 (UTC+2) | Polen | 0 – 0 | Cyprus | Stadion Lechii, Gdańsk Toeschouwers: 25.000 Scheidsrechter: Simo Ruokonen (FIN) |
| 12 april EK 1988 kwalificatie № 434 «onderlinge duels» 12:00 (UTC+2) |       |       |        | Stadion Lechii, Gdańsk Toeschouwers: 25.000 Scheidsrechter: Simo Ruokonen (FIN) |

|                                                                      |                        |       |       |                                                                                     |
| 29 april EK 1988 kwalificatie № 435 «onderlinge duels» 21:00 (UTC+3) | Griekenland            | 1 – 0 | Polen | Olympisch Stadion, Athene Toeschouwers: 68.324 Scheidsrechter: Zoran Petrović (YUG) |
| 29 april EK 1988 kwalificatie № 435 «onderlinge duels» 21:00 (UTC+3) | Dimitris Saravakos 56' |       |       | Olympisch Stadion, Athene Toeschouwers: 68.324 Scheidsrechter: Zoran Petrović (YUG) |

|                                                                    |                                                                                                 |       |                                                                   |                                                                              |
| 17 mei EK 1988 kwalificatie № 436 «onderlinge duels» 18:00 (UTC+2) | Hongarije                                                                                       | 5 – 3 | Polen                                                             | Népstadion, Boedapest Toeschouwers: 8.000 Scheidsrechter: Adolf Prokop (GDR) |
| 17 mei EK 1988 kwalificatie № 436 «onderlinge duels» 18:00 (UTC+2) | István Vincze 39' Lajos Détári 61' (pen) Zoltán Péter 65' Lajos Détári 76' Tamás Preszeller 83' |       | 27' Dariusz Marciniak 52' Włodzimierz Smolarek 80' Roman Wójcicki | Népstadion, Boedapest Toeschouwers: 8.000 Scheidsrechter: Adolf Prokop (GDR) |

|                                                                      |                                    |       |     |                                                                                          |
| 19 augustus Vriendschappelijk № 437 «onderlinge duels» 17:00 (UTC+2) | Polen                              | 2 – 0 | DDR | Stadion Zagłębia Lubin, Lubin Toeschouwers: 30.000 Scheidsrechter: Ivan Timoshenko (URS) |
| 19 augustus Vriendschappelijk № 437 «onderlinge duels» 17:00 (UTC+2) | Paweł Król 21' Waldemar Prusik 62' |       |     | Stadion Zagłębia Lubin, Lubin Toeschouwers: 30.000 Scheidsrechter: Ivan Timoshenko (URS) |

|                                                                      |                                                      |       |                         |                                                                                  |
| 2 september Vriendschappelijk № 438 «onderlinge duels» 16:30 (UTC+2) | Polen                                                | 3 – 1 | Roemenië                | Stadion Zawiszy, Bydgoszcz Toeschouwers: 15.000 Scheidsrechter: Ivan Gregr (TCH) |
| 2 september Vriendschappelijk № 438 «onderlinge duels» 16:30 (UTC+2) | Marek Leśniak 19' Andrzej Rudy 28' Marek Leśniak 35' |       | 80' (pen) László Bölöni | Stadion Zawiszy, Bydgoszcz Toeschouwers: 15.000 Scheidsrechter: Ivan Gregr (TCH) |

|                                                                          |                                                                   |       |                                       |                                                                                         |
| 23 september EK 1988 kwalificatie № 439 «onderlinge duels» 17:00 (UTC+2) | Polen                                                             | 3 – 2 | Hongarije                             | Wojska Polskiegostadion, Warschau Toeschouwers: 10.000 Scheidsrechter: İhsan Türe (TUR) |
| 23 september EK 1988 kwalificatie № 439 «onderlinge duels» 17:00 (UTC+2) | Dariusz Dziekanowski 7' Ryszard Tarasiewicz 58' Marek Leśniak 62' |       | 10' György Bognár 64' Ferenc Mészáros | Wojska Polskiegostadion, Warschau Toeschouwers: 10.000 Scheidsrechter: İhsan Türe (TUR) |

|                                                                        |       |                                 |           |                                                                                  |
| 14 oktober EK 1988 kwalificatie № 440 «onderlinge duels» 17:00 (UTC+2) | Polen | 0 – 2                           | Nederland | Stadion Górnika, Zabrze Toeschouwers: 21.500 Scheidsrechter: Bob Valentine (SCO) |
| 14 oktober EK 1988 kwalificatie № 440 «onderlinge duels» 17:00 (UTC+2) |       | 31' Ruud Gullit 39' Ruud Gullit |           | Stadion Górnika, Zabrze Toeschouwers: 21.500 Scheidsrechter: Bob Valentine (SCO) |

|                                                                     |                                                            |       |                         |                                                                                  |
| 27 oktober Vriendschappelijk № 441 «onderlinge duels» 17:00 (UTC+1) | Tsjecho-Slowakije                                          | 3 – 1 | Polen                   | Tehelné pole, Bratislava Toeschouwers: 2.700 Scheidsrechter: László Kovács (HUN) |
| 27 oktober Vriendschappelijk № 441 «onderlinge duels» 17:00 (UTC+1) | Václav Daněk 27' (pen.) Tibor Mičinec 47' Michal Bílek 67' |       | 61' Ryszard Tarasiewicz | Tehelné pole, Bratislava Toeschouwers: 2.700 Scheidsrechter: László Kovács (HUN) |

|                                                                         |        |                   |       |                                                                                      |
| 11 november EK 1988 kwalificatie № 442 «onderlinge duels» 16:00 (UTC+2) | Cyprus | 0 – 1             | Polen | Makariostadion, Nicosia Toeschouwers: 8.000 Scheidsrechter: Dimitar Sharlachki (BUL) |
| 11 november EK 1988 kwalificatie № 442 «onderlinge duels» 16:00 (UTC+2) |        | 74' Marek Leśniak |       | Makariostadion, Nicosia Toeschouwers: 8.000 Scheidsrechter: Dimitar Sharlachki (BUL) |

### 1988
|                                                                       |                                     |       |                                 |                                                                                          |
| 6 februari Vriendschappelijk Israël Toernooi № 443 «onderlinge duels» | Polen                               | 2 – 2 | Roemenië                        | Kiryat Eliezerstadion, Haifa Toeschouwers: 3.000 Scheidsrechter: Itzhak Ben Itzhak (ISR) |
| 6 februari Vriendschappelijk Israël Toernooi № 443 «onderlinge duels» | Wiesław Cisek 42' Wiesław Cisek 85' |       | 37' Marcel Coraş 48' Ioan Sabău | Kiryat Eliezerstadion, Haifa Toeschouwers: 3.000 Scheidsrechter: Itzhak Ben Itzhak (ISR) |

|                                                                                      |                     |       |                                                           |                                                                                           |
| 10 februari Vriendschappelijk Israël Toernooi № 444 «onderlinge duels» 16:45 (UTC+2) | Israël              | 1 – 3 | Polen                                                     | Ramat Ganstadion, Ramat Gan Toeschouwers: 6.500 Scheidsrechter: Jean-Marie Lartigot (FRA) |
| 10 februari Vriendschappelijk Israël Toernooi № 444 «onderlinge duels» 16:45 (UTC+2) | Ronny Rosenthal 35' |       | 45' Dariusz Kubicki 46' Waldemar Prusik 89' Roman Kosecki | Ramat Ganstadion, Ramat Gan Toeschouwers: 6.500 Scheidsrechter: Jean-Marie Lartigot (FRA) |

|                                                                 |                 |       |                          |                                                                               |
| 23 maart Vriendschappelijk № 445 «onderlinge duels» 20:00 (UTC) | Noord-Ierland   | 1 – 1 | Polen                    | Windsor Park, Belfast Toeschouwers: 4.903 Scheidsrechter: Roger Gifford (WAL) |
| 23 maart Vriendschappelijk № 445 «onderlinge duels» 20:00 (UTC) | Danny Wilson 2' |       | 32' Dariusz Dziekanowski | Windsor Park, Belfast Toeschouwers: 4.903 Scheidsrechter: Roger Gifford (WAL) |

|                                                                 |                                                       |       |                     |                                                                                     |
| 22 mei Vriendschappelijk № 446 «onderlinge duels» 15:30 (UTC+1) | Ierland                                               | 3 – 1 | Polen               | Lansdowne Road, Dublin Toeschouwers: 19.000 Scheidsrechter: Ffrangcon Roberts (WAL) |
| 22 mei Vriendschappelijk № 446 «onderlinge duels» 15:30 (UTC+1) | Kevin Sheedy 12' Tony Cascarino 31' John Sheridan 40' |       | 65' Robert Warzycha | Lansdowne Road, Dublin Toeschouwers: 19.000 Scheidsrechter: Ffrangcon Roberts (WAL) |

|                                                                 |                                                    |       |                          |                                                                                        |
| 1 juni Vriendschappelijk № 447 «onderlinge duels» 18:30 (UTC+4) | Sovjet-Unie                                        | 2 – 1 | Polen                    | Lokomotiv Stadion, Moskou Toeschouwers: 13.200 Scheidsrechter: Günther Habermann (GDR) |
| 1 juni Vriendschappelijk № 447 «onderlinge duels» 18:30 (UTC+4) | Hennadij Lytovtsjenko 49' Oleh Protasov 77' (pen.) |       | 33' Dariusz Dziekanowski | Lokomotiv Stadion, Moskou Toeschouwers: 13.200 Scheidsrechter: Günther Habermann (GDR) |

|                                                                  |                  |                                     |       | |
| 10 juli Vriendschappelijk № 448 «onderlinge duels» 20:00 (UTC−4) | Verenigde Staten | 0 – 2                               | Polen | Veterans Memorial Stadium, New Britain Toeschouwers: 10.000 Scheidsrechter: Gordon Arrowsmith (CAN) |
| 10 juli Vriendschappelijk № 448 «onderlinge duels» 20:00 (UTC−4) |                  | 44' Roman Kosecki 53' Roman Kosecki |       | Veterans Memorial Stadium, New Britain Toeschouwers: 10.000 Scheidsrechter: Gordon Arrowsmith (CAN) |

|                                                    |                  |       |                                          |                                                                                   |
| 15 juli Vriendschappelijk № 449 «onderlinge duels» | Canada           | 1 – 2 | Polen                                    | Varsity Stadium, Toronto Toeschouwers: 10.000 Scheidsrechter: Vincent Mauro (USA) |
| 15 juli Vriendschappelijk № 449 «onderlinge duels» | Enzo Concina 73' |       | 59' Andrzej Rudy 63' Ryszard Tarasiewicz | Varsity Stadium, Toronto Toeschouwers: 10.000 Scheidsrechter: Vincent Mauro (USA) |

|                                                                      |                                                         |       |                                             |                                                                                    |
| 24 augustus Vriendschappelijk № 450 «onderlinge duels» 17:00 (UTC+2) | Polen                                                   | 3 – 2 | Bulgarije                                   | Hetmanstadion, Bialystok Toeschouwers: 11.0000 Scheidsrechter: László Kovács (HUN) |
| 24 augustus Vriendschappelijk № 450 «onderlinge duels» 17:00 (UTC+2) | Trifon Ivanov 5' (e.d.) Jan Furtok 66' Andrzej Rudy 80' |       | 85' Christo Stoitsjkov 88' Ljoeboslav Penev | Hetmanstadion, Bialystok Toeschouwers: 11.0000 Scheidsrechter: László Kovács (HUN) |

|                                                                       |                  |       |                               |                                                                                             |
| 21 september Vriendschappelijk № 451 «onderlinge duels» 16:30 (UTC+2) | DDR              | 1 – 2 | Polen                         | Stadion der Freundschaft, Cottbus Toeschouwers: 11.000 Scheidsrechter: Robert Matušík (TCH) |
| 21 september Vriendschappelijk № 451 «onderlinge duels» 16:30 (UTC+2) | Rainer Ernst 29' |       | 60' Jan Furtok 80' Jan Furtok | Stadion der Freundschaft, Cottbus Toeschouwers: 11.000 Scheidsrechter: Robert Matušík (TCH) |

|                                                                        |                        |       |         |                                                                                  |
| 19 oktober WK 1990 kwalificatie № 452 «onderlinge duels» 17:00 (UTC+1) | Polen                  | 1 – 0 | Albanië | Śląskistadion, Chorzów Toeschouwers: 30.000 Scheidsrechter: Mircea Salomir (ROU) |
| 19 oktober WK 1990 kwalificatie № 452 «onderlinge duels» 17:00 (UTC+1) | Krzysztof Warzycha 78' |       |         | Śląskistadion, Chorzów Toeschouwers: 30.000 Scheidsrechter: Mircea Salomir (ROU) |

### 1989
|                                                       |                                          |       |                                                                              | |
| 7 februari Vriendschappelijk № 453 «onderlinge duels» | Costa Rica                               | 2 – 4 | Polen                                                                        | Estadio Nacional de Costa Rica, San José Toeschouwers: 14.000 Scheidsrechter: Rodrigo Badilla (CRC) |
| 7 februari Vriendschappelijk № 453 «onderlinge duels» | Alexandre Guimarães 11' Claudio Jara 87' |       | 8' Krzysztof Warzycha 15' Roman Kosecki 30' Krzysztof Warzycha 66' Jan Urban | Estadio Nacional de Costa Rica, San José Toeschouwers: 14.000 Scheidsrechter: Rodrigo Badilla (CRC) |

|                                                        |           |                        |       | |
| 12 februari Vriendschappelijk № 454 «onderlinge duels» | Guatemala | 0 – 1                  | Polen | Estadio Nacional Mateo Flores, Guatemala-Stad Toeschouwers: 25.000 Scheidsrechter: Fredy Burgos (GUA) |
| 12 februari Vriendschappelijk № 454 «onderlinge duels» |           | 53' Krzysztof Warzycha |       | Estadio Nacional Mateo Flores, Guatemala-Stad Toeschouwers: 25.000 Scheidsrechter: Fredy Burgos (GUA) |

|                                                        |                                                                    |       |                   |                                                                                      |
| 14 februari Vriendschappelijk № 455 «onderlinge duels» | Mexico                                                             | 3 – 1 | Polen             | Estadio Cuauhtémoc, Puebla Toeschouwers: 25.000 Scheidsrechter: Fermín Ramírez (MEX) |
| 14 februari Vriendschappelijk № 455 «onderlinge duels» | Luís Roberto Alves 10' Zbigniew Kaczmarek 43' (ed) Raúl Moreno 49' |       | 80' Roman Kosecki | Estadio Cuauhtémoc, Puebla Toeschouwers: 25.000 Scheidsrechter: Fermín Ramírez (MEX) |

|                                                                   |                                       |       |                |                                                                                         |
| 12 april Vriendschappelijk № 456 «onderlinge duels» 17:00 (UTC+2) | Polen                                 | 2 – 1 | Roemenië       | Wojska Polskiegostadion, Warschau Toeschouwers: 15.000 Scheidsrechter: Ivan Gregr (TCH) |
| 12 april Vriendschappelijk № 456 «onderlinge duels» 17:00 (UTC+2) | Jan Urban 40' Ryszard Tarasiewicz 59' |       | 57' Ioan Sabău | Wojska Polskiegostadion, Warschau Toeschouwers: 15.000 Scheidsrechter: Ivan Gregr (TCH) |

|                                                                |           |                                                    |       |                                                                               |
| 2 mei Vriendschappelijk № 457 «onderlinge duels» 19:00 (UTC+2) | Noorwegen | 0 – 3                                              | Polen | Ullevaalstadion, Oslo Toeschouwers: 5.791 Scheidsrechter: Simo Ruokonen (FIN) |
| 2 mei Vriendschappelijk № 457 «onderlinge duels» 19:00 (UTC+2) |           | 22' Jan Furtok 50' Jan Furtok 80' Dariusz Wdowczyk |       | Ullevaalstadion, Oslo Toeschouwers: 5.791 Scheidsrechter: Simo Ruokonen (FIN) |

|                                                                   |                                  |       |                         |                                                                                         |
| 7 mei WK 1990 kwalificatie № 458 «onderlinge duels» 18:00 (UTC+2) | Zweden                           | 2 – 1 | Polen                   | Råsundastadion, Stockholm Toeschouwers: 35.000 Scheidsrechter: Kurt Röthlisberger (SUI) |
| 7 mei WK 1990 kwalificatie № 458 «onderlinge duels» 18:00 (UTC+2) | Roger Ljung 77' Niclas Nylén 90' |       | 87' Ryszard Tarasiewicz | Råsundastadion, Stockholm Toeschouwers: 35.000 Scheidsrechter: Kurt Röthlisberger (SUI) |

|                                                                    |                                                |       |       |                                                                                  |
| 3 juni WK 1990 kwalificatie № 459 «onderlinge duels» 15:00 (UTC+1) | Engeland                                       | 3 – 0 | Polen | Wembley Stadium, Londen Toeschouwers: 69.203 Scheidsrechter: Luigi Agnolin (ITA) |
| 3 juni WK 1990 kwalificatie № 459 «onderlinge duels» 15:00 (UTC+1) | Gary Lineker 24' John Barnes 69' Neil Webb 82' |       |       | Wembley Stadium, Londen Toeschouwers: 69.203 Scheidsrechter: Luigi Agnolin (ITA) |

| Bondscoach | Bondscoach | Bondscoach | Andrzej Strejlau | 19/02/1940 |
| ---------- | ---------- | ---------- | ---------------- | ---------- |

|                                                                      |                      |       |                     |                                                                                            |
| 23 augustus Vriendschappelijk № 460 «onderlinge duels» 17:00 (UTC+2) | Polen                | 1 – 1 | Sovjet-Unie         | Stadion Zagłębia Lubin, Lubin Toeschouwers: 32.000 Scheidsrechter: Itzhak Ben Itzhak (ISR) |
| 23 augustus Vriendschappelijk № 460 «onderlinge duels» 17:00 (UTC+2) | Dariusz Wdowczyk 60' |       | 30' Sergej Kirjakov | Stadion Zagłębia Lubin, Lubin Toeschouwers: 32.000 Scheidsrechter: Itzhak Ben Itzhak (ISR) |

|                                                                      |                                                              |       |             |                                                                                                |
| 5 september Vriendschappelijk № 461 «onderlinge duels» 16:15 (UTC+2) | Polen                                                        | 3 – 0 | Griekenland | Wojska Polskiegostadion, Warschau Toeschouwers: 15.000 Scheidsrechter: Günther Habermann (GDR) |
| 5 september Vriendschappelijk № 461 «onderlinge duels» 16:15 (UTC+2) | Robert Warzycha 2' Dariusz Dziekanowski 28' Jacek Ziober 43' |       |             | Wojska Polskiegostadion, Warschau Toeschouwers: 15.000 Scheidsrechter: Günther Habermann (GDR) |

|                                                                       |            |       |       |                                                                                              |
| 20 september Vriendschappelijk № 462 «onderlinge duels» 20:30 (UTC+1) | Spanje     | 1 – 0 | Polen | Estadio Riazor, A Coruña Toeschouwers: 20.000 Scheidsrechter: José Francisco Conceição (POR) |
| 20 september Vriendschappelijk № 462 «onderlinge duels» 20:30 (UTC+1) | Míchel 20' |       |       | Estadio Riazor, A Coruña Toeschouwers: 20.000 Scheidsrechter: José Francisco Conceição (POR) |

|                                                                        |       |       |          |                                                                                          |
| 11 oktober WK 1990 kwalificatie № 463 «onderlinge duels» 17:00 (UTC+1) | Polen | 0 – 0 | Engeland | Śląskistadion, Chorzów Toeschouwers: 32.423 Scheidsrechter: Emilio Soriano Aladrén (ESP) |
| 11 oktober WK 1990 kwalificatie № 463 «onderlinge duels» 17:00 (UTC+1) |       |       |          | Śląskistadion, Chorzów Toeschouwers: 32.423 Scheidsrechter: Emilio Soriano Aladrén (ESP) |

|                                                                        |       |                                            |        |                                                                                  |
| 25 oktober WK 1990 kwalificatie № 464 «onderlinge duels» 17:00 (UTC+1) | Polen | 0 – 2                                      | Zweden | Śląskistadion, Chorzów Toeschouwers: 12.000 Scheidsrechter: Wieland Ziller (GDR) |
| 25 oktober WK 1990 kwalificatie № 464 «onderlinge duels» 17:00 (UTC+1) |       | 35' (pen.) Peter Larsson 60' Johny Ekström |        | Śląskistadion, Chorzów Toeschouwers: 12.000 Scheidsrechter: Wieland Ziller (GDR) |

|                                                                         |                  |       |                                          |                                                                                    |
| 15 november WK 1990 kwalificatie № 465 «onderlinge duels» 14:00 (UTC+1) | Albanië          | 1 – 2 | Polen                                    | Qemal Stafastadion, Tirana Toeschouwers: 10.000 Scheidsrechter: George Smith (SCO) |
| 15 november WK 1990 kwalificatie № 465 «onderlinge duels» 14:00 (UTC+1) | Sokol Kushta 63' |       | 45' Ryszard Tarasiewicz 83' Jacek Ziober | Qemal Stafastadion, Tirana Toeschouwers: 10.000 Scheidsrechter: George Smith (SCO) |

Poolse voetbalbond · A-internationals · Selecties · Statistieken · Pools vrouwenelftal · Olympisch elftal · Polen U21 · Polen U20 · Polen U19 · Polen U18 · Polen U17 · Polen U16
1921 – 1929 ·
1930 – 1939 ·
1940 – 1949 ·
1950 – 1959 ·
1960 – 1969 ·
1970 – 1979 ·
1980 – 1989 ·
1990 – 1999 ·
2000 – 2009 ·
2010 – 2019 ·
2020 – 2029
EK 2008 · 
EK 2012 · 
EK 2016 · 
EK 2020
WK 1938 ·
WK 1974 ·
WK 1978 ·
WK 1982 ·
WK 1986 ·
WK 2002 ·
WK 2006 ·
WK 2018
OS 1924 ·
OS 1936 ·
OS 1972 ·
OS 1976 ·
OS 1992
1921 · 
1922 · 
1923 · 
1924 · 
1925 · 
1926 · 
1927 · 
1928 · 
1929 · 
1930 · 
1931 · 
1932 · 
1933 · 
1934 · 
1935 · 
1936 · 
1937 · 
1938 · 
1939 · 
1940–1946 · 
1947 · 
1948 · 
1949 · 
1950 · 
1951 · 
1952 · 
1953 · 
1954 · 
1955 · 
1956 · 
1957 · 
1958 · 
1959 · 
1960 · 
1961 · 
1962 · 
1963 · 
1964 · 
1965 · 
1966 · 
1967 · 
1968 · 
1969 · 
1970 · 
1971 · 
1972 · 
1973 · 
1974 · 
1975 · 
1976 · 
1977 · 
1978 · 
1979 · 
1980 · 
1981 · 
1982 · 
1983 · 
1984 · 
1985 · 
1986 · 
1987 · 
1988 · 
1989 · 
1990 · 
1991 · 
1992 · 
1993 · 
1994 · 
1995 · 
1996 · 
1997 · 
1998 · 
1999 · 
2000 · 
2001 · 
2002 · 
2003 · 
2004 · 
2005 · 
2006 · 
2007 · 
2008 · 
2009 · 
2010 · 
2011 · 
2012 · 
2013 · 
2014 ·
2015 ·
2016 ·
2017 ·
2018 ·
2019 ·
2020 ·
2021
Albanië ·
Algerije ·
Andorra ·
Argentinië ·
Armenië ·
Australië ·
Azerbeidzjan ·
België ·
Bolivia ·
Bosnië en Herzegovina ·
Brazilië ·
Bulgarije ·
Canada ·
Chili ·
China ·
Colombia ·
Costa Rica ·
Cyprus ·
DDR ·
Denemarken ·
Duitsland ·
Ecuador ·
Egypte ·
Engeland ·
Estland ·
Faeröer · 
Finland ·
Frankrijk ·
Georgië ·
Gibraltar ·
Griekenland ·
Guatemala ·
Haïti ·
Hongarije ·
Ierland ·
India ·
Irak ·
Iran ·
Israël ·
Italië ·
Ivoorkust ·
IJsland ·
Japan ·
Joegoslavië ·
Kameroen ·
Kazachstan ·
Koeweit ·
Kroatië ·
Letland ·
Libië ·
Liechtenstein ·
Litouwen ·
Luxemburg ·
Marokko ·
Malta ·
Mexico ·
Moldavië ·
Montenegro ·
Nederland ·
Nieuw-Zeeland ·
Nigeria ·
Noord-Ierland ·
Noord-Korea ·
Noord-Macedonië ·
Noorwegen ·
Oekraïne ·
Oostenrijk ·
Peru ·
Portugal ·
Roemenië ·
Rusland ·
San Marino ·
Saoedi-Arabië · 
Schotland ·
Senegal ·
Servië ·
Servië en Montenegro · 
Singapore ·
Slovenië ·
Slowakije ·
Sovjet-Unie ·
Spanje ·
Thailand · 
Tsjechië ·
Tsjecho-Slowakije ·
Tunesië ·
Turkije ·
Uruguay ·
Verenigde Arabische Emiraten ·
Verenigde Staten ·
Wales ·
Wit-Rusland ·
Zuid-Afrika ·
Zuid-Korea ·
Zweden ·
Zwitserland
België (1982) ·
Colombia (2018) ·
Costa Rica (2006) ·
Duitsland (2006) ·
Duitsland (2008) ·
Duitsland (2016) ·
Ecuador (2006) ·
Frankrijk (1982) ·
Frankrijk (2022) ·
Griekenland (2012) ·
Italië (1982, 1) ·
Italië (1982, 2) ·
Japan (2018) ·
Kameroen (1982) ·
Kroatië (2008) ·
Noord-Ierland (2016) ·
Oostenrijk (2008) ·
Peru (1982) ·
Rusland (2012) ·
Senegal (2018) ·
Slowakije (2021) ·
Sovjet-Unie (1982) ·
Spanje (2021) ·
Tsjechië (2012) ·
Zweden (2021)
CONMEBOL: Bolivia · Chili  · Colombia · Ecuador · Uruguay

UEFA: Albanië · België · Bulgarije · Cyprus · Denemarken · West-Duitsland · Duitse Democratische Republiek · Engeland · Faeröer · Finland · Frankrijk · Griekenland · Hongarije · IJsland · Ierland · Israël · Italië · Joegoslavië ·  Liechtenstein · Luxemburg · Malta · Nederland · Noord-Ierland · Noorwegen · Oostenrijk · Polen · Portugal · Roemenië · San Marino · Schotland ·  Sovjet-Unie ·  Spanje · Tsjecho-Slowakije · Turkije · Wales ·  Zweden · Zwitserland

CAF: Madagaskar